# Drepano (Ahaia)
Drepano este un oraș în Grecia în prefectura Ahaia.